# (16802) Rainer
(16802) Rainer est un astéroïde de la ceinture principale.

## Description
(16802) Rainer est un astéroïde[réf. non conforme] de la ceinture principale. Il fut découvert le 25 septembre 1997 à Linz par Erich Meyer. Il présente une orbite caractérisée par un demi-grand axe de 2,34 UA, une excentricité de 0,22 et une inclinaison de 7,3° par rapport à l'écliptique[réf. non conforme].